# 蔵書数の多い図書館の一覧
蔵書数の多い図書館の一覧（ぞうしょすうのおおいとしょかんのいちらん）では、2008年以降に測定された蔵書数が1,500万以上の図書館を一覧にしている。

## 一覧
デフォルトでは蔵書数の多い順に並んでいる。
| 図書館名                             | 国           | 場所                          | 蔵書数          | 年間来場者数 | 予算                 | スタッフ  |
| ------------------------------------ | ------------ | ----------------------------- | --------------- | ------------ | -------------------- | --------- |
| 大英図書館                           | イギリス     | ロンドン、 ボストン・スパ     | 1億7000万 - 2億 | 175万人      | 1億4100万ポンド      | 1977人    |
| アメリカ議会図書館                   | アメリカ     | ワシントンD.C.                | 1億7000万以上   | 190万人      | 6億9,611万 2000ドル  | 3149人    |
| 上海図書館                           | 中国         | 上海                          | 5600万          | _0001170000  | _01640000000         | _01972    |
| ニューヨーク公共図書館               | アメリカ     | ニューヨーク                  | 5500万          | 1800万人     | 2億5000万ドル        | 3000人    |
| カナダ国立図書館・文書館             | カナダ       | オタワ                        | 5400万          |              | 1億1,690万カナダドル | 874人     |
| ロシア国立図書館                     | ロシア       | モスクワ                      | 4810万          | 49万8000人   | 27億ルーブル         | 1613人    |
| 国立国会図書館                       | 日本         | 東京、 京都                   | 4410万          | 79万1370人   | 218億円              | 908人     |
| デンマーク王立図書館                 | デンマーク   | コペンハーゲン、 オーフス     | 4250万          | 145万人      | 5億2380万クローナ    | 800人以上 |
| フランス国立図書館                   | フランス     | パリ                          | 4000万          | 130万人      | 2億5400万ユーロ      | 2668人    |
| 中国国家図書館                       | 中国         | 北京                          | 3770万          | 520万人      |                      | 1365人    |
| ロシア国立図書館                     | ロシア       | サンクトペテルブルク          | 3650万          | 100万人      | 5億6920万ルーブル    | 1850人    |
| ドイツ国立図書館                     | ドイツ       | ライプツィヒ、 フランクフルト | 3610万          | 35万713人    | 5,490万ユーロ        | 642人     |
| スペイン国立図書館                   | スペイン     | マドリード                    | 3310万          |              | 2920万ユーロ         | 482人     |
| ロシア科学アカデミー図書館           | ロシア       | サンクトペテルブルク          | 2650万          |              |                      |           |
| ベルリン州立図書館                   | ドイツ       | ベルリン                      | 2340万          | 140万人      |                      |           |
| ボストン公共図書館                   | アメリカ     | ボストン、 マサチューセッツ   | 2240万          |              | 3890万ドル           |           |
| ニューヨーク州立図書館               | アメリカ     | ニューヨーク州オールバニ      | 2000万          |              |                      |           |
| ハーバード図書館                     | アメリカ     | ケンブリッジ                  | 1890万          |              |                      | 922人     |
| スウェーデン国立図書館               | スウェーデン | ストックホルム                | 1800万          |              | 3億6,450万クローナ   |           |
| ヴェルナツキー・ウクライナ国立図書館 | ウクライナ   | キーウ                        | 1550万          | 50万人       | 5030万フリヴニャ     | 900人     |
| イェール大学図書館                   | アメリカ     | ニューヘイブン                | 1520万          |              |                      |           |
| イラン国立図書館                     | イラン       | テヘラン                      | 1500万          |              |                      |           |